# Putin, el nou tsar
Putin, el nou tsar (originalment en anglès, Putin: The New Tsar) és un documental de 2018 produït per OxfordFilms i la BBC i dirigit per Patrick Forbes, que es va emetre a BBC Two. Tracta sobre l'ascens al poder de Vladímir Putin. Els entrevistats inclouen polítics i no polítics, alguns russos i altres estrangers. El 25 de febrer de 2022 es va estrenar el doblatge en català al canal 33, després de l'inici de la invasió russa d'Ucraïna.

## Continguts
Entre els participants hi ha el jugador d'escacs Garri Kaspàrov; Mikhaïl Khodorkovski, un oligarca; Serguei Pugatxov, que estava al cercle més proper de Putin; Ksénia Sobtxak, membre de l'alta societat russa; Ian Robertson, psicòleg del Trinity College de Dublín, i Jack Straw, un polític britànic. Robertson hi afirmar que l'experiència de Putin com a alt càrrec polític "va canviar profundament" el seu cervell.
Ed Power de The Daily Telegraph va afirmar que "el veritable propòsit" de Putin, el nou tsar era "situar en un context històric l'improbable ascens de Putin de l'obscuritat provincial a Sant Petersburg", on arriba a la presidència de Rússia. Va ser produït abans de les eleccions presidencials russes de 2018. Power va declarar que la pel·lícula "tocava fugaçment" les acusacions d'agents russos que atacaven enemics del govern rus fora de Rússia.

## Rebuda
Sam Wollaston de The Guardian va donar a la pel·lícula quatre de cinc estrelles i va declarar que Putin, el nou tsar "podria ser gairebé divertit si no fos tan espantós".
Power també va donar al documental quatre de cinc estrelles. Va definir l'"intent de diagnosticar Putin com un addicte al poder absolut" com el "major error" de la pel·lícula. Tot i això, va concloure que la pel·lícula era "una representació exemplar de" Putin.
The Moscow Times va elogiar el to desapassionat del narrador i el ritme "[nítid] i [coherent]". Va criticar el "títol clixé", la manca de cobertura de l'oposició política russa i exagerant el nivell de suport que Putin té entre els ciutadans russos. El diari va concloure que "val molt la pena mirar-lo i parlar-ne".